# Веселовский, Петер
Петер Веселовский (словац. Peter Veselovský; 11 ноября 1964, Липтовски-Микулаш, Среднесловацкий край — 2 августа 2025) — чехословацкий и словацкий хоккеист, нападающий. Бронзовый призёр Олимпийских игр и чемпионата мира 1992 года.

## Биография
Известен по выступлениям за команду «Кошице» (1987—1996).
В составе «Кошице» стал чемпионом Чехословакии 1988 года и чемпионом Словакии в 1995 и 1996 годах.
В составе сборной Чехословакии в 1992 году стал бронзовым призёром Олимпийских игр и чемпионата мира.
Помимо словацких команд играл также в Чехии, Франции и Венгрии. Завершил карьеру в 2003 году.
Умер 2 августа 2025 года в возрасте 60 лет.

## Достижения
- Чемпион Чехословакии 1988
- Чемпион Словакии 1995 и 1996
- Бронзовый призёр Олимпийских игр и чемпионата мира 1992 года